# ¡The Best of!
¡The Best of! è un album raccolta del cantante inglese Morrissey, pubblicato il 6 novembre 2001 dalla Rhino/Reprise, per il solo mercato statunitense.
Ennesima raccolta che rispetto alle precedenti aggiunge la traccia finale, ultimo singolo di Morrissey con l'etichetta Island, dal titolo Lost.
La maggior parte delle foto contenute nell'album, compresa la copertina, sono state scattate da Rankin a metà degli anni novanta, a scopo promozionale. Alcune sono state utilizzate anche nel booklet dell'album Southpaw Grammar. La foto interna, che ritrae Morrissey in bagno, è stata invece scattata dalla sua amica personale Linder Sterling.

## Tracce
1. The More You Ignore Me, the Closer I Get – 3:43
2. Suedehead – 3:54
3. Everyday Is Like Sunday – 3:32
4. Glamorous Glue – 4:08
5. Do Your Best and Don't Worry – 4:07
6. November Spawned a Monster – 5:23
7. The Last of the Famous International Playboys – 3:39
8. Sing Your Life – 3:26
9. Hairdresser on Fire – 3:50
10. Interesting Drug – 3:27
11. We Hate It When Our Friends Become Successful – 2:30
12. Certain People I Know – 3:11
13. Now My Heart Is Full – 4:08
14. I Know It's Gonna Happen Someday – 4:22
15. Sunny – 2:41
16. Alma Matters – 4:48
17. Hold On to Your Friends – 4:04
18. Sister I'm a Poet – 2:25
19. Disappointed – 3:05
20. Tomorrow – 3:54
21. Lost – 3:54